# ディレイタ・モハメド・ディレイタ
ディレイタ・モハメド・ディレイタ（アラビア語: دليطة محمد دليطة、1958年3月12日 - ）は、ジブチの官僚、政治家。2001年から2013年まで同国首相を務めた。与党第一党の進歩人民連合（RPP）副党首と、連立与党「支配的多数連合」（UMP）代表を兼ねる。

## 経歴
タジュラの生まれ。カイロ、フランスのランスで学び、1981年にアルジェリア、メデアの職業訓練所を卒業した。卒業後ジブチに帰国し、国家公務員として働く。1990年はじめに駐仏ジブチ大使館の次席大使になり、1997年にはエチオピア大使に赴任。エチオピア大使時代はアディスアベバに本部を置くアフリカ統一機構（OAU）ジブチ代表も兼務し、エチオピア・エリトリア国境紛争の停戦に向けた対話を呼びかけた。
1999年12月にジブチの政党「統一・民主回復運動」（FRUD）で内輪もめが起きた際には和解への交渉に応じるよう呼びかけ、翌年2月に協定が調印された。2000年なかごろにウガンダ大使に異動となったが、2001年2月に長年首相を務めたバルカット・グーラド・ハマドゥーが健康不安のため辞任し、その翌月、3月4日にイスマイル・オマル・ゲレ大統領から首相に指名され、3月7日に就任した。今まで彼に閣僚経験はなかった。
2003年1月の総選挙ではUMPを率い、ジブチ市地区の候補者名簿の1位に掲載された。同年7月3日には、同じくハマドゥーが長年占めてきたRPP副党首のポストに選出。2005年4月の大統領選でゲレが再選されたのを受け、5月21日に首相に再任され、5月22日に新内閣を発足させた
。
2008年、ディレイタはUMPの代表になった。2008年2月の総選挙にもジブチ地区から立候補し、野党が選挙をボイコットしたためUMPが全議席を制した。ディレイタは3月25日に首相を辞任したが翌日ゲレによって再任され、そのまた翌日に新内閣を発足させた。
2011年4月の大統領選でゲレが三選を果たした後の5月11日、ディレイタは首相に再任された。ゲレは5月12日に発表した新政権で、長期にわたって大臣を務めた多くを外したが、ディレイタは留任させた。しかし、RPP指導部の刷新の一環として、2012年9月にはRPP副党首がアブドゥルカディール・カミール・モハメドに代わった。
2013年3月末をもって、ディレイタはカミールに首相職を譲った。